# Rudolf van Frankrijk
Rudolf van Frankrijk, Raoul of Rodolphe in het Frans (?, circa 890 - Auxerre, 15 januari 936) was tussen 923 en 936 koning van West-Francië. Hij was een zoon van hertog Richard I van Bourgondië.

## Biografie
In 921 trouwde Rudolf met Emma van Frankrijk, dochter van Robert I van Frankrijk. Door dit huwelijk verkreeg hij recht op de Frankische troon. In datzelfde jaar stierf zijn vader en erfde hij het Hertogdom Bourgondië. Toen twee jaar later zijn schoonvader overleed, werd hij door de edelen van het land verkozen tot de nieuwe koning en werd hij te Soissons gekroond. Door handig optreden van Herbert II van Vermandois werd Rudolfs concurrent Karel de Eenvoudige gevangengezet.
Al direct na zijn kroning werd zijn regering op de proef gesteld en moest hij zijn leger aanvoeren tegen Hendrik de Vogelaar die het Hertogdom Lotharingen probeerde te annexeren. De vorsten wisten al snel vrede met elkaar te sluiten. In 924 wist Rudolf met een aantal vazallen een coalitie te sluiten om de Vikingen te bestrijden. Hij wist pas vrede te sluiten met Willem Langzwaard nadat Rudolf enkele concessies had moeten doen. Rond 930 kreeg het koninkrijk ook te maken met invallen van de Magyaren. Rudolf trok er met zijn leger op uit, maar leverde nooit direct slag met de nieuwkomers.
Tijdens zijn regering breidde Herbert II van Vermandois steeds verder zijn macht uit. Hierdoor kwam het onvermijderlijk tot een treffen tussen hem en koning Rudolf. Met behulp van Hugo de Grote wist hij Herbert op de knieën te krijgen. Ook probeerde Rudolf zijn vazallen in het zuiden gunstig te stemmen en beleende Raymond III van Toulouse met enkele titels. In 935 werd Rudolf ziek en in de eerste maand van 936 overleed hij. Hij werd opgevolgd door de zoon van Karel de Eenvoudige: Lodewijk van Overzee.

## Huwelijk en kinderen
Rudolf I trouwde in 921 met Emma van Frankrijk, een dochter van Robert I van Frankrijk en Beatrix van Vermandois. Zij kregen samen twee kinderen, maar geen van hen overleefde de kindertijd:
- Lodewijk (gestorven: 14 juni 929)
- Judith

## Voorouders
| Voorouders van Rudolf van Frankrijk (890-936) | Voorouders van Rudolf van Frankrijk (890-936)                          | Voorouders van Rudolf van Frankrijk (890-936)                          | Voorouders van Rudolf van Frankrijk (890-936)                          | Voorouders van Rudolf van Frankrijk (890-936)                          |                                                                        |
| --------------------------------------------- | ---------------------------------------------------------------------- | ---------------------------------------------------------------------- | ---------------------------------------------------------------------- | ---------------------------------------------------------------------- | ---------------------------------------------------------------------- |
| Overgrootouders                               | ? (-) ∞ [? (-)                                                         | Boso van Arles (~780-855) ∞ ? (-)                                      | Koenraad I van Auxerre (800-863) ∞ 1180 Adelheid van Tours (-na 866)   | ? (-) ∞ ? (-)                                                          | ? (-) ∞ ? (-)                                                          |
| Grootouders                                   | Bivinus van Metz (810-863/869) ∞ 1180 Richildis (-)                    | Bivinus van Metz (810-863/869) ∞ 1180 Richildis (-)                    | Koenraad II van Auxerre (835-876) ∞ Waldrada (-)                       | Koenraad II van Auxerre (835-876) ∞ Waldrada (-)                       |                                                                        |
| Ouders                                        | Richard I van Bourgondië (855-921) ∞ Adelheid van Bourgondië (870-929) | Richard I van Bourgondië (855-921) ∞ Adelheid van Bourgondië (870-929) | Richard I van Bourgondië (855-921) ∞ Adelheid van Bourgondië (870-929) | Richard I van Bourgondië (855-921) ∞ Adelheid van Bourgondië (870-929) | Richard I van Bourgondië (855-921) ∞ Adelheid van Bourgondië (870-929) |